# Tessellota bruchi
Tessellota bruchi là một loài bướm đêm thuộc phân họ Arctiinae, họ Erebidae.